# Schwesterherz (Film)
Schwesterherz ist ein deutscher Spielfilm von Regisseur Ed Herzog aus dem Jahr 2006.
Der Film wurde auf den Hofer Filmtagen 2006 uraufgeführt und startete am 6. September 2007 im Kino. Am 23. August 2009 wurde er im Fernsehen in der Reihe Das kleine Fernsehspiel des ZDF gezeigt.

## Handlung
Die 33-jährige Karrierefrau Anna hat ihrer 18-jährigen Schwester Marie einen gemeinsamen Urlaub im spanischen Benidorm geschenkt. Eigentlich hat Anna gerade andere Probleme: Sie verheimlicht ihrem Freund Philip eine geplante Abtreibung, außerdem hat sie den üblichen Arbeitsstress. Dennoch tritt sie die gebuchte Reise an. Zum ersten Mal in ihrem Leben haben die Schwestern Zeit miteinander und lernen sich nach und nach besser kennen. Dabei erkennt Marie anstelle der bewunderten großen Schwester nach und nach die unglückliche Frau hinter Annas gespielter Selbstsicherheit. Als Marie sich in Max verliebt, den die betrunkene Anna am ersten Abend abgeschleppt hatte, kommt es zum Konflikt zwischen den beiden. Erst als Marie nach einem Streit vor ein Auto läuft und schwer verletzt ins Krankenhaus eingeliefert wird, erkennt Anna, was ihr im Leben wichtig ist.